# Monyo
Monyo är en kommun i Myanmar.   Den ligger i regionen Bagoregionen, i den södra delen av landet, 190 km söder om huvudstaden Naypyidaw. Antalet invånare är 127 762.